# Đội tuyển bóng đá quốc gia Tuvalu
Đội tuyển bóng đá quốc gia Tuvalu là đội tuyển quốc gia đại diện cho Tuvalu trong các giải bóng đá quốc tế nam. Bóng đá tại Tuvalu được phát triển ở cả cấp câu lạc bộ và quốc tế. Đội tuyển quốc gia Tuvalu tập hợp các cầu thủ từ Giải Tuvalu A-Division và tập luyện tại Tuvalu Sports Ground ở Funafuti. Đội tuyển tham gia thi đấu tại Đại hội Thể thao Thái Bình Dương và được quản lý bởi Hiệp hội bóng đá quần đảo Tuvalu, một thành viên liên kết của Liên đoàn Bóng đá châu Đại Dương (OFC) nhưng chưa phải là thành viên của FIFA.

## Tư cách thành viên
Tuvalu là thành viên của Liên đoàn Bóng đá châu Đại Dương (OFC), nhưng chưa gia nhập FIFA. Tháng 9 năm 2008, Thủ tướng Tuvalu Apisai Ielemia cùng Chủ tịch Hiệp hội Bóng đá Tuvalu Tapugao Falefou đã tới trụ sở FIFA tại Zurich nhằm đề đạt nguyện vọng trở thành thành viên chính thức của tổ chức này. Đến tháng 12 năm 2013, Tổng thư ký OFC Tai Nicholas cho biết việc Tuvalu thiếu một sân cỏ đạt tiêu chuẩn là nguyên nhân chính khiến quốc gia này chưa được chấp nhận vào FIFA. Liên đoàn Bóng đá Tuvalu tiếp tục nỗ lực xin gia nhập FIFA, được sự hỗ trợ từ Quỹ Hỗ trợ Tuvalu Hà Lan trong việc chuẩn bị hồ sơ cũng như phát triển bóng đá tại Tuvalu. Từ tháng 11 năm 2016, Tuvalu trở thành thành viên của Liên đoàn Bóng đá Độc lập (CONIFA), tuy nhiên đến năm 2022, Tuvalu không còn nằm trong danh sách thành viên của tổ chức này.

### Thành viên CONIFA
Tháng 11 năm 2016, Tuvalu gia nhập CONIFA. Ngày 7 tháng 3 năm 2018, Tuvalu được thông báo thay thế Kiribati tham dự Cúp bóng đá thế giới CONIFA 2018 tại Luân Đôn. Ngày 9 tháng 6 năm 2018, Tuvalu ghi dấu chiến thắng lớn nhất trong lịch sử với kết quả 6–1 trước đội tuyển Quần đảo Chagos. Khoảng năm 2020, Tuvalu rút khỏi CONIFA và hiện không còn là thành viên.

### Quỹ Hỗ trợ Tuvalu Hà Lan

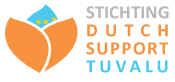
Biểu tượng của Quỹ Hỗ trợ Tuvalu Hà Lan

Đội tuyển bóng đá quốc gia Tuvalu nhận được sự hỗ trợ từ Quỹ Hỗ trợ Tuvalu Hà Lan, một tổ chức phi lợi nhuận tại Hà Lan. Vào ngày 18 tháng 8 năm 2013, đội đã có chuyến lưu diễn kéo dài ba tháng tại Hà Lan, thi đấu ít nhất 20 trận giao hữu với các câu lạc bộ nghiệp dư địa phương. Huấn luyện viên Leen Looijen, từng dẫn dắt NAC Breda và De Graafschap, đảm nhiệm vai trò cố vấn cho đội trong thời gian tập luyện tại Hà Lan. Chuyến đi này được tổ chức bởi Quỹ Hỗ trợ Tuvalu Hà Lan. Hoạt động của đội và quỹ đã được ghi lại trong phim tài liệu "Mission Tuvalu" (2013) do Jeroen van den Kroonenberg đạo diễn.

## Lịch sử thi đấu

### Đại hội Thể thao Nam Thái Bình Dương 1979
Dưới sự dẫn dắt của huấn luyện viên Kokea Malu và đội trưởng Karl Tili, đội Tuvalu đã chơi ba trận quốc tế tại Đại hội Thể thao Thái Bình Dương năm 1979. Trận đầu tiên, đội thua Tahiti 0–18, đây vẫn là thất bại nặng nề nhất trong lịch sử họ. Ở trận tiếp theo, Tuvalu thắng Tonga 5–3, giúp họ tiến vào vòng tiếp theo, rồi để thua New Caledonia 0–11. Ở trận cuối cùng tại giải đấu, Tuvalu hòa Kiribati 3–3 và thắng loạt sút luân lưu 4–2 để vào bán kết vòng loại tranh hạng năm. Ở vòng này, họ thua Guam 2–7, xếp hạng sáu chung cuộc.

### Đại hội Thể thao Nam Thái Bình Dương 2003
Trước thềm Đại hội Thể thao Thái Bình Dương 2003, Tuvalu đã có một trận giao hữu chuẩn bị với Fiji và chịu thất bại đậm 0–9. Tại giải chính thức, Tuvalu tham gia 4 trận đấu, dưới sự dẫn dắt của huấn luyện viên Tim Jerks. Ở trận mở màn, họ giành chiến thắng 3–2 trước Kiribati.  Tuy nhiên, khi tái đấu với Fiji, Tuvalu thua 0–4 nhưng kết quả này được xem là khá hơn so với trận giao hữu trước đó. Tiếp theo, họ để thua sát nút 0–1 trước Vanuatu. Trong trận cuối cùng của giải gặp Quần đảo Solomon, Tuvalu bị đánh bại 0–4. Kết thúc vòng bảng, Tuvalu đứng thứ tư trong bảng A, xếp trên Kiribati.

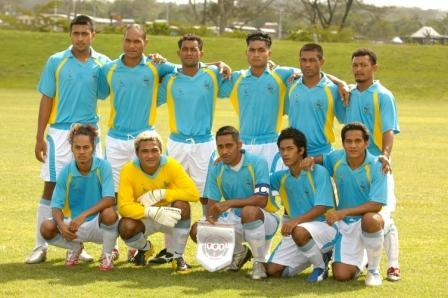
Đội tuyển Tuvalu tại Đại hội Thể thao Thái Bình Dương 2007

### Vòng loại World Cup và Cúp bóng đá châu Đại Dương 2008
Năm 2007, với huấn luyện viên Toakai Puapua và đội trưởng Petio Semaia, Tuvalu trở thành đội tuyển đầu tiên không thuộc FIFA tham gia trận đấu vòng loại World Cup chính thức. Tình huống này xảy ra khi bóng đá tại Đại hội Thể thao Thái Bình Dương 2007 được dùng làm vòng loại đầu tiên cho World Cup 2010 và Cúp bóng đá châu Đại Dương 2008. Trong lần đầu dự giải, Tuvalu thua đậm 0–16 trước Fiji. Tuy nhiên, ở trận kế tiếp gặp New Caledonia – một trong những đội dẫn đầu bảng – Tuvalu chỉ chịu thua 0–1 trong một trận đấu đầy quyết tâm. Sau đó, Tuvalu hòa 1–1 với Tahiti nhờ bàn gỡ muộn của Viliamu Sekifu. Trận đấu cuối vòng bảng, Tuvalu thua Quần đảo Cook 1–4, đội này do huấn luyện viên Tim Jerks dẫn dắt, người từng là huấn luyện viên của Tuvalu. Đội tuyển Tuvalu kết thúc vòng bảng với 1 điểm, xếp cuối bảng.

### Đại hội Thể thao Thái Bình Dương 2011

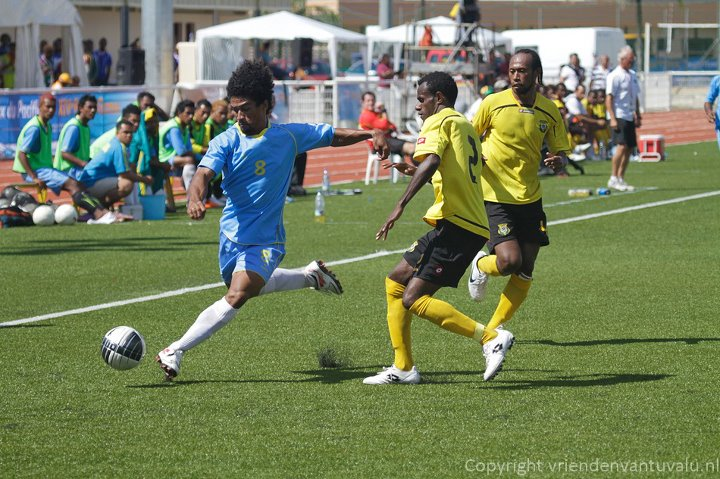
Okilani Tinilau thi đấu trong trận gặp Vanuatu (năm 2011)

Năm 2011, Liên đoàn Bóng đá Tuvalu ký hợp đồng với huấn luyện viên Hà Lan Foppe de Haan làm huấn luyện viên bán thời gian và tình nguyện. Trước đó, ông từng dẫn dắt SC Heerenveen, Ajax Cape Town và đội tuyển U21 Hà Lan. Ông bắt đầu nhiệm kỳ bằng chiến thắng 3–0 trước Samoa trong trận giao hữu chuẩn bị cho Đại hội Thể thao Thái Bình Dương 2011, với tiền đạo Alopua Petoa ghi hat-trick.
Trong trận đầu tiên của giải, Tuvalu thắng đậm Samoa thuộc Mỹ 4–0, tiếp tục có thêm một hat-trick của Petoa, lúc đó mới 19 tuổi. Tuy nhiên, trận thứ ba họ để thua Vanuatu 1–5. Tiếp đó, Tuvalu thua New Caledonia 0–8 và Quần đảo Solomon 1–6, nhưng hòa Guam 1–1. Đội tuyển kết thúc vòng bảng bằng vị trí hòa điểm với Guam, với 4 điểm, đây là thành tích tốt nhất của Tuvalu tại một giải đấu quốc tế cho đến thời điểm đó. Sau giải, De Haan rời vị trí để trở lại làm việc trong chương trình đào tạo trẻ của Heerenveen.

### Đại hội Thể thao Thái Bình Dương 2023
Tuvalu dự kiến tham gia Đại hội Thể thao Thái Bình Dương 2023 tổ chức tại Quần đảo Solomon. Tuy nhiên, vì đến muộn trận mở màn gặp Papua New Guinea nên đối thủ được trao chiến thắng 3–0 theo luật thắng cuộc (walkover). Sau đó, Tuvalu thua Vanuatu 0–6, xếp cuối bảng và phải chơi trận play-off với Tonga, họ thắng 4–0. Trận cuối cùng của giải, tranh hạng 9, Tuvalu đánh bại Quần đảo Bắc Mariana với tỷ số 4–1.

## Thành tích tại các giải đấu

### Cúp bóng đá châu Đại Dương
Tuvalu đã trở thành thành viên liên kết của OFC từ năm 2006, nhờ đó họ có thể tham gia các giải đấu do OFC tổ chức.
| Vòng chung kết | Vòng chung kết            | Vòng chung kết                | Vòng chung kết                | Vòng chung kết                | Vòng chung kết                | Vòng chung kết                | Vòng chung kết                | Vòng chung kết                | Vòng chung kết                |                               | Vòng loại                     | Vòng loại                     | Vòng loại                     | Vòng loại                     | Vòng loại                     | Vòng loại |
| Năm            | Chủ nhà                   | Kết quả                       | Hạng                          | ST                            | T                             | H                             | B                             | BT                            | BB                            | ST                            | T                             | H                             | B                             | BT                            | BB                            |           |
| -------------- | ------------------------- | ----------------------------- | ----------------------------- | ----------------------------- | ----------------------------- | ----------------------------- | ----------------------------- | ----------------------------- | ----------------------------- | ----------------------------- | ----------------------------- | ----------------------------- | ----------------------------- | ----------------------------- | ----------------------------- | --------- |
| 1973           | New Zealand               | Không phải thành viên của OFC | Không phải thành viên của OFC | Không phải thành viên của OFC | Không phải thành viên của OFC | Không phải thành viên của OFC | Không phải thành viên của OFC | Không phải thành viên của OFC | Không phải thành viên của OFC | Không phải thành viên của OFC | Không phải thành viên của OFC | Không phải thành viên của OFC | Không phải thành viên của OFC | Không phải thành viên của OFC | Không phải thành viên của OFC |           |
| 1980           | New Caledonia             | Không phải thành viên của OFC | Không phải thành viên của OFC | Không phải thành viên của OFC | Không phải thành viên của OFC | Không phải thành viên của OFC | Không phải thành viên của OFC | Không phải thành viên của OFC | Không phải thành viên của OFC | Không phải thành viên của OFC | Không phải thành viên của OFC | Không phải thành viên của OFC | Không phải thành viên của OFC | Không phải thành viên của OFC | Không phải thành viên của OFC |           |
| 1996           | Cộng đồng Thái Bình Dương | Không phải thành viên của OFC | Không phải thành viên của OFC | Không phải thành viên của OFC | Không phải thành viên của OFC | Không phải thành viên của OFC | Không phải thành viên của OFC | Không phải thành viên của OFC | Không phải thành viên của OFC | Không phải thành viên của OFC | Không phải thành viên của OFC | Không phải thành viên của OFC | Không phải thành viên của OFC | Không phải thành viên của OFC | Không phải thành viên của OFC |           |
| 1998           | Australia                 | Không phải thành viên của OFC | Không phải thành viên của OFC | Không phải thành viên của OFC | Không phải thành viên của OFC | Không phải thành viên của OFC | Không phải thành viên của OFC | Không phải thành viên của OFC | Không phải thành viên của OFC | Không phải thành viên của OFC | Không phải thành viên của OFC | Không phải thành viên của OFC | Không phải thành viên của OFC | Không phải thành viên của OFC | Không phải thành viên của OFC |           |
| 2000           | Tahiti                    | Không phải thành viên của OFC | Không phải thành viên của OFC | Không phải thành viên của OFC | Không phải thành viên của OFC | Không phải thành viên của OFC | Không phải thành viên của OFC | Không phải thành viên của OFC | Không phải thành viên của OFC | Không phải thành viên của OFC | Không phải thành viên của OFC | Không phải thành viên của OFC | Không phải thành viên của OFC | Không phải thành viên của OFC | Không phải thành viên của OFC |           |
| 2002           | New Zealand               | Không phải thành viên của OFC | Không phải thành viên của OFC | Không phải thành viên của OFC | Không phải thành viên của OFC | Không phải thành viên của OFC | Không phải thành viên của OFC | Không phải thành viên của OFC | Không phải thành viên của OFC | Không phải thành viên của OFC | Không phải thành viên của OFC | Không phải thành viên của OFC | Không phải thành viên của OFC | Không phải thành viên của OFC | Không phải thành viên của OFC |           |
| 2004           | Úc                        | Không phải thành viên của OFC | Không phải thành viên của OFC | Không phải thành viên của OFC | Không phải thành viên của OFC | Không phải thành viên của OFC | Không phải thành viên của OFC | Không phải thành viên của OFC | Không phải thành viên của OFC | Không phải thành viên của OFC | Không phải thành viên của OFC | Không phải thành viên của OFC | Không phải thành viên của OFC | Không phải thành viên của OFC | Không phải thành viên của OFC |           |
| 2008           | Cộng đồng Thái Bình Dương | Không vượt qua vòng loại      | Không vượt qua vòng loại      | Không vượt qua vòng loại      | Không vượt qua vòng loại      | Không vượt qua vòng loại      | Không vượt qua vòng loại      | Không vượt qua vòng loại      | Không vượt qua vòng loại      | 4                             | 0                             | 1                             | 3                             | 2                             | 22                            |           |
| 2012           | Solomon Islands           | Không đủ điều kiện tham gia   | Không đủ điều kiện tham gia   | Không đủ điều kiện tham gia   | Không đủ điều kiện tham gia   | Không đủ điều kiện tham gia   | Không đủ điều kiện tham gia   | Không đủ điều kiện tham gia   | Không đủ điều kiện tham gia   | Không đủ điều kiện tham gia   | Không đủ điều kiện tham gia   | Không đủ điều kiện tham gia   | Không đủ điều kiện tham gia   | Không đủ điều kiện tham gia   | Không đủ điều kiện tham gia   |           |
| 2016           | Papua New Guinea          | Không đủ điều kiện tham gia   | Không đủ điều kiện tham gia   | Không đủ điều kiện tham gia   | Không đủ điều kiện tham gia   | Không đủ điều kiện tham gia   | Không đủ điều kiện tham gia   | Không đủ điều kiện tham gia   | Không đủ điều kiện tham gia   | Không đủ điều kiện tham gia   | Không đủ điều kiện tham gia   | Không đủ điều kiện tham gia   | Không đủ điều kiện tham gia   | Không đủ điều kiện tham gia   | Không đủ điều kiện tham gia   |           |
| 2024           | Vanuatu, Fiji             | Không đủ điều kiện tham gia   | Không đủ điều kiện tham gia   | Không đủ điều kiện tham gia   | Không đủ điều kiện tham gia   | Không đủ điều kiện tham gia   | Không đủ điều kiện tham gia   | Không đủ điều kiện tham gia   | Không đủ điều kiện tham gia   | Không đủ điều kiện tham gia   | Không đủ điều kiện tham gia   | Không đủ điều kiện tham gia   | Không đủ điều kiện tham gia   | Không đủ điều kiện tham gia   | Không đủ điều kiện tham gia   |           |
| Tổng           | Tổng                      | —                             | 0/11                          | –                             | –                             | –                             | –                             | –                             | –                             | 4                             | 0                             | 1                             | 3                             | 2                             | 22                            |           |

### Đại đội Thể thao Thái Bình Dương
| Đại đội Thể thao Thái Bình Dương | Đại đội Thể thao Thái Bình Dương | Đại đội Thể thao Thái Bình Dương | Đại đội Thể thao Thái Bình Dương | Đại đội Thể thao Thái Bình Dương | Đại đội Thể thao Thái Bình Dương | Đại đội Thể thao Thái Bình Dương | Đại đội Thể thao Thái Bình Dương | Đại đội Thể thao Thái Bình Dương |
| Năm                              | Vòng                             | Hạng                             | ST                               | T                                | H                                | B                                | BT                               | BB                               |
| -------------------------------- | -------------------------------- | -------------------------------- | -------------------------------- | -------------------------------- | -------------------------------- | -------------------------------- | -------------------------------- | -------------------------------- |
| 1963                             | Không tham gia                   | Không tham gia                   | Không tham gia                   | Không tham gia                   | Không tham gia                   | Không tham gia                   | Không tham gia                   | Không tham gia                   |
| 1966                             | Không tham gia                   | Không tham gia                   | Không tham gia                   | Không tham gia                   | Không tham gia                   | Không tham gia                   | Không tham gia                   | Không tham gia                   |
| 1969                             | Không tham gia                   | Không tham gia                   | Không tham gia                   | Không tham gia                   | Không tham gia                   | Không tham gia                   | Không tham gia                   | Không tham gia                   |
| 1971                             | Không tham gia                   | Không tham gia                   | Không tham gia                   | Không tham gia                   | Không tham gia                   | Không tham gia                   | Không tham gia                   | Không tham gia                   |
| 1975                             | Không tham gia                   | Không tham gia                   | Không tham gia                   | Không tham gia                   | Không tham gia                   | Không tham gia                   | Không tham gia                   | Không tham gia                   |
| 1979                             | Tứ kết                           | 8th                              | 5                                | 1                                | 1                                | 3                                | 10                               | 42                               |
| 1983                             | Không tham gia                   | Không tham gia                   | Không tham gia                   | Không tham gia                   | Không tham gia                   | Không tham gia                   | Không tham gia                   | Không tham gia                   |
| 1987                             | Không tham gia                   | Không tham gia                   | Không tham gia                   | Không tham gia                   | Không tham gia                   | Không tham gia                   | Không tham gia                   | Không tham gia                   |
| 1991                             | Không tham gia                   | Không tham gia                   | Không tham gia                   | Không tham gia                   | Không tham gia                   | Không tham gia                   | Không tham gia                   | Không tham gia                   |
| 1995                             | Không tham gia                   | Không tham gia                   | Không tham gia                   | Không tham gia                   | Không tham gia                   | Không tham gia                   | Không tham gia                   | Không tham gia                   |
| 2003                             | Vòng bảng                        | 8th                              | 4                                | 1                                | 0                                | 3                                | 3                                | 11                               |
| 2007                             | Vòng bảng                        | 9th                              | 4                                | 0                                | 1                                | 3                                | 2                                | 22                               |
| 2011                             | Vòng bảng                        | 7th                              | 5                                | 1                                | 1                                | 3                                | 7                                | 20                               |
| 2015                             | Giải đấu dành cho U23            | Giải đấu dành cho U23            | Giải đấu dành cho U23            | Giải đấu dành cho U23            | Giải đấu dành cho U23            | Giải đấu dành cho U23            | Giải đấu dành cho U23            | Giải đấu dành cho U23            |
| 2019                             | Vòng bảng                        | 10th                             | 5                                | 0                                | 1                                | 4                                | 2                                | 42                               |
| 2023                             | Vòng bảng                        | 9th                              | 4                                | 2                                | 0                                | 2                                | 8                                | 10                               |
| Tổng                             | Tứ kết                           | 6/16                             | 27                               | 5                                | 4                                | 18                               | 32                               | 147                              |

## Đội hình hiện tại
Các cầu thủ sau đây đã được triệu tập cho Đại hội Thể thao Thái Bình Dương năm 2023.
Số lần ra sân và bàn thắng được cập nhật đến ngày 30 tháng 11 năm 2023, sau trận đấu với đội Quần đảo Bắc Mariana.

| Số | VT | Cầu thủ          | Ngày sinh (tuổi)  | Trận | Bàn | Câu lạc bộ         |
| -- | -- | ---------------- | ----------------- | ---- | --- | ------------------ |
| 1  | TM | Katepu Iosua     | 11 tháng 5, 1988  | 15   | 0   | Tofaga             |
| 13 | TM | Kioa Elisala     |                   | 1    | 0   | Oratia United      |
|    |    |                  |                   |      |     |                    |
| 2  | HV | John Tuilagi     | 10 tháng 6, 1999  | 3    | 0   | Niutao             |
| 3  | HV | Fakafou Uriam    |                   | 2    | 0   |                    |
| 4  | HV | Aloesi Nukualofa | 5 tháng 2, 1994   | 2    | 0   | Manu Laeva         |
| 5  | HV | Siale Sopoaga    |                   | 2    | 0   |                    |
| 15 | HV | Sepetaio Nokisi  | 11 tháng 9, 1993  | 7    | 0   | Te Atatu           |
| 16 | HV | Tekie Tumau      |                   | 2    | 0   |                    |
| 19 | HV | Maalosi Alefaio  | 19 tháng 1, 1993  | 6    | 0   | Te Atatu           |
| 25 | HV | Jason Alama      | 31 tháng 10, 2002 | 3    | 0   | West Coast Rangers |
|    |    |                  |                   |      |     |                    |
| 6  | TV | Saulo Haulangi   |                   | 1    | 0   | Lakena United      |
| 7  | TV | Paulo Vailine    | 11 tháng 2, 2002  | 3    | 0   | Nauti              |
| 8  | TV | Andrew Pelekata  |                   | 3    | 3   |                    |
| 14 | TV | Niuatea Luka     |                   | 1    | 0   | Niutao             |
| 17 | TV | Metia Lisati     |                   | 0    | 0   |                    |
| 20 | TV | Matti Ualesi     | 23 tháng 5, 1992  | 7    | 3   | Lakena United      |
| 22 | TV | Tulimanu Lisati  |                   | 1    | 0   | Stormbirds         |
| 23 | TV | Falaima Mokeni   | 29 tháng 3, 2002  | 3    | 0   | Te Atatu           |
|    |    |                  |                   |      |     |                    |
| 9  | TĐ | Iasona Lui       |                   | 2    | 0   | Tofaga             |
| 11 | TĐ | Keni Vine        |                   | 3    | 2   |                    |
| 12 | TĐ | Asaia Eliko      |                   | 1    | 0   | Nauti              |
| 18 | TĐ | Yvan Sapele      |                   | 3    | 1   | Wainuiomata        |
| 24 | TĐ | Teuati Tamatoa   |                   | 2    | 0   |                    |